# Estrella subnana

Diagrama de Hertzsprung-Russell:
abscisses: Tipus espectral Ordenades: Magnitud absoluta
0, Ia, Ib Supergegants. II Gegants lluminoses. III Gegants. IV subgegant. V Seqüència principal. VI subnana. VII Nanes blanques.

Una estrella subnana o estel subnan és una estrella amb lluminositat classe VI en la classificació espectral de Yerkes. De vegades s'indica amb el prefix "sd". El terme subnana va ser encunyat per Gerard Kuiper en 1939 per referir-se a una sèrie d'estrelles amb espectre anòmal que abans s'havien anomenat "nanes blanques intermèdies ".
Les estrelles subnanes són estrelles amb una lluminositat d'1,5-2 magnituds per sota de les estrelles de la seqüència principal amb el mateix tipus espectral, pel fet de tenir menor metal·licitat. En un diagrama de Hertzsprung-Russell apareixen sota de la seqüència principal.

## Subnana freda
De la mateixa manera que les estrelles normals de la seqüència principal, les subnanes fredes (de tipus espectrals G a M) generen la seva energia mitjançant la fusió nuclear de l'hidrogen. Normalment són estrelles antigues de Població II, i són estrelles de l'halo de la Via Làctia, amb velocitats espacials altes en relació al Sol. També emeten un percentatge major de llum ultraviolada en comparació a les estrelles de Població I, com a resultat de la seva menor metal·licitat, que permet que pugui escapar una proporció més alta d'aquesta radiació. D'aquesta manera, la menor opacitat de les capes exteriors de l'estrella redueix la pressió de radiació, de manera que, per a una massa donada, són estels més petits i calents.
Les subnanes freses es poden subdividir en:
- Subnana freda: Exemple: SSSPM J1930-4311 (sdM7)
- Subnana extrema: Exemple: APMPM J0559-2903 (esdM7)[4]

## Subnana calenta
Les subnanes calentes, de tipus espectral B i O, també anomenades "estrelles extremes de la branca horitzontal", són una classe d'objectes totalment diferent a les subnanes fredes. Representen una etapa tardana en l'evolució d'alguns tipus d'estrelles, on una gegant vermella perd les seves capes exteriors d'hidrogen abans que en el seu nucli comenci la fusió de l'heli. Si bé les causes d'aquesta prematura pèrdua de massa no estan aclarides, la interacció entre les components d'una estrella binària sembla un dels principals mecanismes. Les subnanes de tipus B, més lluminoses que les nanes blanques, suposen una part important dins de la població d'estrelles calentes en antigues agrupacions estel·lars, com ara cúmuls globulars i galàxies el·líptiques.

## Principals estrelles subnanes
Algunes estrelles subnanes conegudes;
| Nom                 | Número HD | Constel·lació      | Tipus espectral  | Distància (al) |
| ------------------- | --------- | ------------------ | ---------------- | -------------- |
| Estrella de Kapteyn | HD 33793  | Cavallet de Pintor | M1 VI            | 12,8           |
| Mu Cassiopeiae      | HD 6582   | Cassiopea          | G5 VI / M5 V-VI* | 24,6           |
| Groombridge 1830    | HD 103095 | Ossa Major         | G8 VI            | 29,7           |
| SSSPM J1549-3544    | —         | Llop               | K5 VI            | 372            |
| V391 Pegasi         | —         | Pegàs              | B VI             | 4570           |

* Mu Cassiopeiae és una estrella binària